# Mesoperlina shibarica
Mesoperlina shibarica is een steenvlieg uit de familie Perlodidae. De wetenschappelijke naam van de soort is voor het eerst geldig gepubliceerd in 1963 door Kawai.